# Tournoi international d'Ypres
Le Tournoi international d'Ypres est une prestigieuse compétition par clubs de kayak-polo européen, qui se déroule à Ypres, en Belgique.
Le 23e tournoi se déroulera les 29 et 30 août 2009.